# 瀬々敦子
瀬々 敦子（せせ あつこ、1962年10月31日 - ）は、日本の法学者、元京都府立大学准教授。専門は、信託法比較研究、ジェンダー法。

## 略歴
- 1962年 - 山口県に生まれ、東京都葛飾区に育つ。
- 1981年 - 筑波大学附属高等学校を卒業。
- 1987年 - 東京大学法学部を卒業。
- 1987年～1997年 - 住友信託銀行（現・三井住友信託銀行）勤務。
- 1997年～2001年 - 第一勧業銀行（現・みずほ銀行）勤務。
- 2003年 - KPMGビジネスアシュアランスを経、信州大学経済学部助教授に就任。
- 2005年 - 同大学法科大学院助教授。
- 2008年 - 京都府立大学公共政策学部准教授。2014年退職[2]。

## 著書
- 『ロー・スクール留学ガイド』東京リーガルマインド　1994年
- 『中国民商法の比較法的考察』晃洋書房　2010
- 『民法改正とアメリカ契約法』晃洋書房　2012
- 『金融取引法の現代的課題』晃洋書房 2013